# پیمان (پیمان دوستی)
پیمان فیلمی به کارگردانی و نویسندگی مهدی رئیس فیروز محصول سال ۱۳۳۹ است. فیلم پیمان در سال ۱۳۴۶ با فیلم‌برداری صحنه‌های جدید و صدابرداری مجدد با عنوان پیمان دوستی دوباره اکران شد.
تولید فیلم پیمان در سال ۱۳۳۷ در شرکت آژیر فیلم که شاهرخ رفیع از مدیران آن بود آغاز شد  ولی به علت مشکلاتی که در آژیر فیلم بوجود آمد شاهرخ رفیع از این استودیو جدا شد و ادامه تولید فیلم در شاهرخ فیلم انجام شد ولی به نظر می‌رسد نسخه ۱۳۴۶ (پیمان دوستی) در استودیو خاورمیانه (میدل ایست اینترنشنال فیلم) تهیه شده باشد.

## خلاصه داستان
حمید (غلامعلی روانبخش) تصمیم دارد به دلیل فقر و نداری خود را در رود کارون غرق کند. او منصرف می‌شود و جوان فقیری به نام منصور (علی تابش) او را به زندگی امیدوار می‌کند. آن دو پیمان می‌بندند که در هر وضع و موقعیتی به یکدیگر مساعدت کنند و دست هم را بگیرند. هر دو به تهران می‌روند، و حمید آرزو می‌کند که صاحب آکاردئونی بشود. شب هنگام، که حمید در خواب است، منصور برای ربودن آکاردئونی به مغازه ای می‌رود و دستگیر و به شش ماه حبس محکوم می‌شود. حمید که گمان می‌کند منصور او را ترک کرده سر راه زن هوس بازی به نام نسرین (ژاله علو) قرار می‌گیرد. نسرین به حمید پناه می‌دهد و چندی بعد با او ازدواج می‌کند. منصور از زندان آزاد می‌شود و حمید را می‌یابد. اما حمید پیمانی را که در ایام فقر و نداری با او بسته فراموش می‌کند و به خواست نسرین او را طرد می‌کند. منصور با خوانندهٔ ولگردی به نام گلی / معصومه (مهین دیهیم) آشنا می‌شود و با او ازدواج می‌کند. در روزهایی که نسرین به حمید خیانت می‌کند و با دوستش بیژن (بیک خان) به عیاشی می‌پردازد، گلی و منصور با رخت شویی و آب حوض کشی امرار معاش می‌کنند، تا این که با یافتن کیف پولی که به صاحبش بازمی‌گرداند و دریافت مژدگانی مغازهٔ کوچکی دایر می‌کنند، و به تدریج به کارشان رونق می‌دهند. بیژن باعث می‌شود که یک پای حمید در اسکی بشکند و در بیمارستان آن را قطع کنند. نسرین شوهرش را از خانه بیرون می‌کند، و مدتی بعد خود نیز به افلاس می‌افتد. حمید سر راه منصور قرار می‌گیرد و به او پناه می‌دهد. مدتی بعد منصور با نسرین رو به رو می‌شود و او را سراغ شوهرش می‌فرستد.

## بازیگران
اسامی بازیگران فیلم پیمان دوستی به شکل* و ترتیب نمایش در عنوان‌بندی آغازین فیلم :
1. ژاله [علو] به نقش نسیرین
2. [علی] تابش به نقش منصور
3. [غلامعلی] روانبخش به نقش حمید
4. [ابراهیم] بیک‌خان به نقش بیژن
5. [حسن] رضایی
6. غیاثوند
7. عشقی
8. بختیار
9. رؤیا
10. توفیق
11. قدرت
12. وفا کیش
13. قاسم
14. مهین دیهیم به نقش گلی/معصومه

* اسامی داخل کروشه در عنوان بندی و یا پوستر درج نشده‌اند، به معنی که این بازیگران در زمان خود به این نامها شهرت داشته‌اند.

## نمایش فیلم
فیلم پیمان برای بار نخست در تاریخ چهارشنبه ۲۸ دی ۱۳۳۹ خورشیدی در ۴ سینمای ایران، دیانا، میامی، ایران و پارک در تهران به نمایش درآمد.  این فیلم  جایگزین فیلم کی به کیه در سینماهای ایران، دیانا و دیانا شد.
فیلم پیمان، پس از ۱۲ روز نمایش در تهران، در تاریخ سه‌شنبه ۱۱ بهمن ۱۳۳۹ جای خود را به فیلم فرشته فراری (گرجی عبادیا) در سینماهای فوق داد. 

## موسیقی فیلم[۱][۳]
- آهنگسازان: مجید وفادار [۵]و [اسفندیار] منفرد‌زاده
- شاعران: بامداد [جویباری]، [ناصر] رستگارنژاد[۵] و نظام فاطمی
- خوانندگان: غلامعلی روانبخش و ایرج

ترانه‌های فیلم به ترتیب اجرا در فیلم:
1. همت و ایمان: خواننده: روانبخش، آهنگساز: مجید وفادار، شاعر: [ناصر] رستگارنژاد یا نظام فاطمی؟؟
2. پیمان: خوانندگان: ایرج و روانبخش، آهنگساز: مجید وفادار[۱۱]، شاعر: ناصر رستگارنژاد یا نظام فاطمی؟؟ (مطلع: پیمان می بنیدمی با هم)
3. نغمه‌های عشق: خواننده: روانبخش، آهنگساز: مجید وفادار[۱۱]، شاعر: ناصر رستگارنژاد یا نظام فاطمی؟؟ (مطلع: ای مه زیبا ز حالم چه دانی؟)
4. نفرین: خواننده: روانبخش، آهنگساز: اسفندیار منفرزاده، شعر: بامداد جویباری، نشر بر روی صفحه ۴۵دور با لیبل آهنگ روز (اجرا در سال ۱۳۴۶) [۱۲] [۱۳]
5. بی‌غمِ زمانه: خواننده: روانبخش، آهنگساز: اسفندیار منفرزاده، شعر: بامداد جویباری، نشر بر روی صفحه ۴۵دور با لیبل آهنگ روز (اجرا در سال ۱۳۴۶) [۱۴] [۱۵]

## تولید فیلم پیمان
- دی ماه ۱۳۳۷: فیلم‌برداری آخرین سکانسهای فیلم در پیست اسکی آبعلی، که انجام نشد. [۱۶] [۱۷]
- بمهن ۱۳۳۷: سفر تیم فیلم‌برداری به آبادان [۱۸]

- اردیبهشت ۱۳۳۸: ادامه فیلم‌برداری[۱۹]

- شهریور ۱۳۳۸:  تعویق فیلم‌برداری به دلیل بستری شدن روانبخش در بیمارستان [۲۰]

- تیر ماه ۱۳۳۹: خبر ادامه فیلم‌برداری توسط خانی [۲۱]

- آذر ماه ۱۳۳۹: صدابرداری فیلم [۲۲]
- مهر ماه ۱۳۴۶: صدابرداری مجدد نسخه جدید[۲]

## عوامل فیلم[۱][۳]
گروه تهیه و تولید
- تهیه‌کننده: شاهرخ رفیع
- مدیر تهیه: جمشید

گروه فیلم‌برداری
- مدیر فیلم‌برداری: [ناصر] رفعت

تبلیغ نمایش نخست فیلم پیمان در روزنامه‌ی اطلاعات ۲۸ دی ۱۳۳۹

- فیلم‌بردار: خانی (مهدی اميرقاسم خانی)
- فیلم‌بردار: واهاک (وارطانیان)[۵]
- دستیار فیلم‌بردار: آراكل باباخانيان

گروه صدا
- صدابردار: فرامرز رسولی
- دستیار صدابردار: علی مهانی

دکور و گریم: علی‌زمان دلپذیر
چاپ و لابراتوار: غلامعلی ناظری
رقص: نادیا و ناهید (رقاص خارجی) (فیلم‌برداری صحنه‌های رقص توسط گروه پرشنس به صورت رنگی)
* اسامی داخل کروشه و پرانتز در عنوان بندی و یا پوستر درج نشده‌اند، به معنی که این هنرمندان در زمان خود به این نامها شهرت داشته‌اند.